# スランバーランド (映画)
『スランバーランド』（原題：Slumberland）は、Netflixで配信された、デヴィッド・ギオンとマイケル・ハンデルマンによる脚本をフランシス・ローレンスが監督したアメリカのファンタジーアドベンチャー映画。
原作はウィンザー・マッケイの『Little Nemo in Slumberland（夢の国のリトル・ニモ）』というタイトルのコミックシリーズで、マーロウ・バークレー、ジェイソン・モモア、ウェルシェ・オピア、インディア・ド・ボフォート、ウェルシュ・オピア、インディア・デ・ボーフォート、カイル・チャンドラー、クリス・オダウドが出演する。
2022年11月18日に公開された。

## あらすじ
夢の世界「スランバーランド」へと行けるようになった少女（マーロウ・バークリー）が、亡き父との再会を果たすために風変わりな無法者の助けを借りつつ、秘密の地図を片手に大冒険を繰り広げることになる。

## キャスト
※括弧内は日本語吹替。
- ニモ - マーロウ・バークレー[3]（境葵乃）
- フリップ - ジェイソン・モモア[3]（安元洋貴）
- エージェント・グリーン - ウェルシュ・オピア（皆川純子）
- ミズ・アリア - インディア・デ・ボーフォート（西村ちなみ）
- ピーター - カイル・チャンドラー（堀内賢雄）
- フィリップ - クリス・オダウド（川島得愛）

## 製作
2020年3月3日、ウィンザー・マッケイのコミックシリーズ『Little Nemo in Slumberland（夢の国のリトル・ニモ）』をフランシス・ローレンス監督が実写化し、Netflixが配給、さらに同年夏から製作を開始し、ジェイソン・モモアが出演することが発表された。しかし、COVID-19のパンデミックのため、このプロジェクトの撮影は延期された。2020年10月12日、すでにクリス・オダウドとマーロウ・バークリーの出演は決定していたが、さらに本作のキャストとしてカイル・チャンドラーが加わった。翌年の2月18日には、Weruche Opiaとインド・ド・ボーフォートがキャスティングされた。撮影は2021年2月にトロントで始まり、2021年5月19日に終了した  。ピナール・トプラクが音楽を担当した。